# سرو ایچاندی
سرو ایچاندی (به اسپانیایی: Cerro Echandi) یک کوه در پاناما و کاستاریکا است. سرو ایچاندی ۳٬۱۶۳ متر بالاتر از سطح دریا واقع شده‌است.